# Pegomya ruficauda
Pegomya ruficauda är en tvåvingeart som först beskrevs av Ringdahl 1953.  Pegomya ruficauda ingår i släktet Pegomya och familjen blomsterflugor.
Artens utbredningsområde är Island. Inga underarter finns listade i Catalogue of Life.